# Garden State
Garden State (no Brasil, Hora de Voltar) é um filme de comédia dramática de 2004 escrito e dirigido por Zach Braff e estrelado por Natalie Portman, Peter Sarsgaard, Ian Holm e o próprio Braff. O filme é sobre Andrew Largeman (Braff), um ator/garçom de 26 anos que retorna à sua cidade natal, em Nova Jersey depois que sua mãe morre. Braff baseou o filme em suas experiências da vida real.
Foi filmado em abril e maio de 2003 e lançado em 28 de julho de 2004. Nova Jersey foi o cenário principal e local da filmagem primária.
Garden State foi bem recebido e tem atraído um culto de seguidores. Ele saiu em uma seleção oficial do Festival Sundance de Cinema. O filme também gerou uma trilha sonora para que Braff, que escolheu a música ele mesmo, ganhou um prêmio Grammy.

## Enredo
Zach Braff, Andrew Largeman, numa interpretação brilhante é um melancólico e introspectivo aspirante a actor residente em Los Angeles, viciado em lítio e medicamentos pesados o qual leva uma vida, rotineira e cinzenta. Quando a sua mãe morre, Large vê-se obrigado a voltar à sua cidade-natal, Nova Jersey, depois de 9 anos e enfrentar os fantasmas de sua infância e adolescência, marcadas pela infelicidade, e a relutância em reencontrar o pai (Ian Holm), o seu psiquiatra, que lhe receitou os medicamentos e o trata com educada frieza.
Já em Jersey, Large reencontra velhos amigos, cujas vidas seguiram caminhos insólitos e caricatos; o coveiro Mark (Peter Sarsgaard) a mãe do qual vai para a cama com um ex-colega da classe dele, o milionário Jesse, que enriqueceu ao inventar o "velcro silencioso", Kenny, que de usuário assíduo de drogas passou a polícia e muitos outros personagens excêntricos. Na sala de espera de um consultório, Large conhece Sam (Natalie Portman), uma mentirosa compulsiva, e o seu completo oposto. Sam é a personificação da cor, reside num mundo à parte e é uma explosão de alegria em pessoa, cheia de planos e necessidade de viver, extravagante, sorri genuinamente com vigor e jovialidade e é dona de um coração enorme.
Obrigado a ficar sem medicamentos durante os dias de estadia em Nova Jersey e com Sam ao seu lado, Large redescobre se a ele próprio e percebe o que deixou de aproveitar durante o tempo que esteve em Los Angeles, até que encontra um novo lar, ao qual sente uma ligação única, ainda que às vezes dolorosa, que só por si e por ser real já vale a pena, livrando-se assim de sentimentos recalcados acordando do sono letárgico em que vivia.
Num rasgo de consciência brutal e lutando contra a rotina asfixiante e previsível do passado deixa-se levar-se pelo que o destino lhe reservou e lança-se no abismo da incerteza de uma nova vida com Sam, a única certeza da vida dele.
Natural e sem teatrismos desnecessários, Garden State  é um filme simples, aparentemente banal mas  profundo e consciente, cheio de significado e pequenos grandes momentos os quais são acompanhados por uma banda sonora fantástica, escolhida a dedo por Zach Braff, cheia de temas indie-pop-chillout de Zero 7, Coldplay, Thievery Corporation, The Shins, entre outros, que encaixam na perfeição com o enredo. O guião é consistente e excepcionalmente bem redigido por Braff, repleto de diálogos marcantes e situações caricatas numa busca constante para atribuir um significado ao mundo que nos rodeia dando atenção às personagens e ao fundamental em cada uma delas sem perífrases ou eufemismos.

## Elenco
- Zach Braff ... Andrew Largeman
- Natalie Portman ...  Sam
- Jackie Hoffman ... Tia Sylvia Largeman
- Ian Holm ... Gideon Largeman
- Peter Sarsgaard ...  Mark
- Alex Burns ...  Dave
- Ron Liebman ...  Dr. Cohen
- Method Man ...  Diego

## Trilha Sonora
1. "Don't Panic" - Coldplay - 2:16
2. "Caring Is Creepy" - The Shins - 3:20
3. "In the Waiting Line" - Zero 7 – 4:33
4. "New Slang" - The Shins – 3:51
5. "I Just Don't Think I'll Ever Get Over You" - Colin Hay – 5:18
6. "Blue Eyes" - Cary Brothers – 4:18
7. "Fair" - Remy Zero – 3:54
8. "One of These Things First" - Nick Drake  – 4:49
9. "Lebanese Blonde" - Thievery Corporation – 4:46
10. "The Only Living Boy in New York" - Simon & Garfunkel – 3:59
11. "Such Great Heights" - Iron & Wine (cover of The Postal Service do Álbum Give Up)  – 4:12
12. "Let Go" - Frou Frou – 4:12
13. "Winding Road" - Bonnie Somerville – 3:27